# Koichi Yokozeki
Koichi Yokozeki (født 11. september 1979) er en tidligere japansk fodboldspiller.
Han har spillet for flere forskellige klubber i sin karriere, herunder Ventforet Kofu.